# Jívka (potok)
Jívka je potok v severovýchodních Čechách, v Broumovské vrchovině, na pomezí okresů Trutnov a Náchod. Délka toku činí 14,7 km. Plocha povodí měří 27,8 km².

## Průběh toku
Pramení v nadmořské výšce 620 m západně od Slavětínského kopce v Jestřebích horách, jižně od vesničky Slavětín (součást obce Radvanice). Na prvním kilometru své pouti širokým obloukem ve směru hodinových ručiček mění směr ze severního na jihovýchodní, přičemž protéká Slavětínem. Po zbytek běhu pak udržuje potok zhruba jihovýchodní směr, podél východního úpatí Jestřebích hor. Plyne skrze Radvanice, míjí dolní konec obce Jívka a ve Stárkově ústí zprava do potoka Dřevíče ve výšce 415 m. V povodí toku je několik rybníků.

## Vodní režim
Průměrný průtok Jívky u ústí činí 0,28 m³/s.